# Julita skans

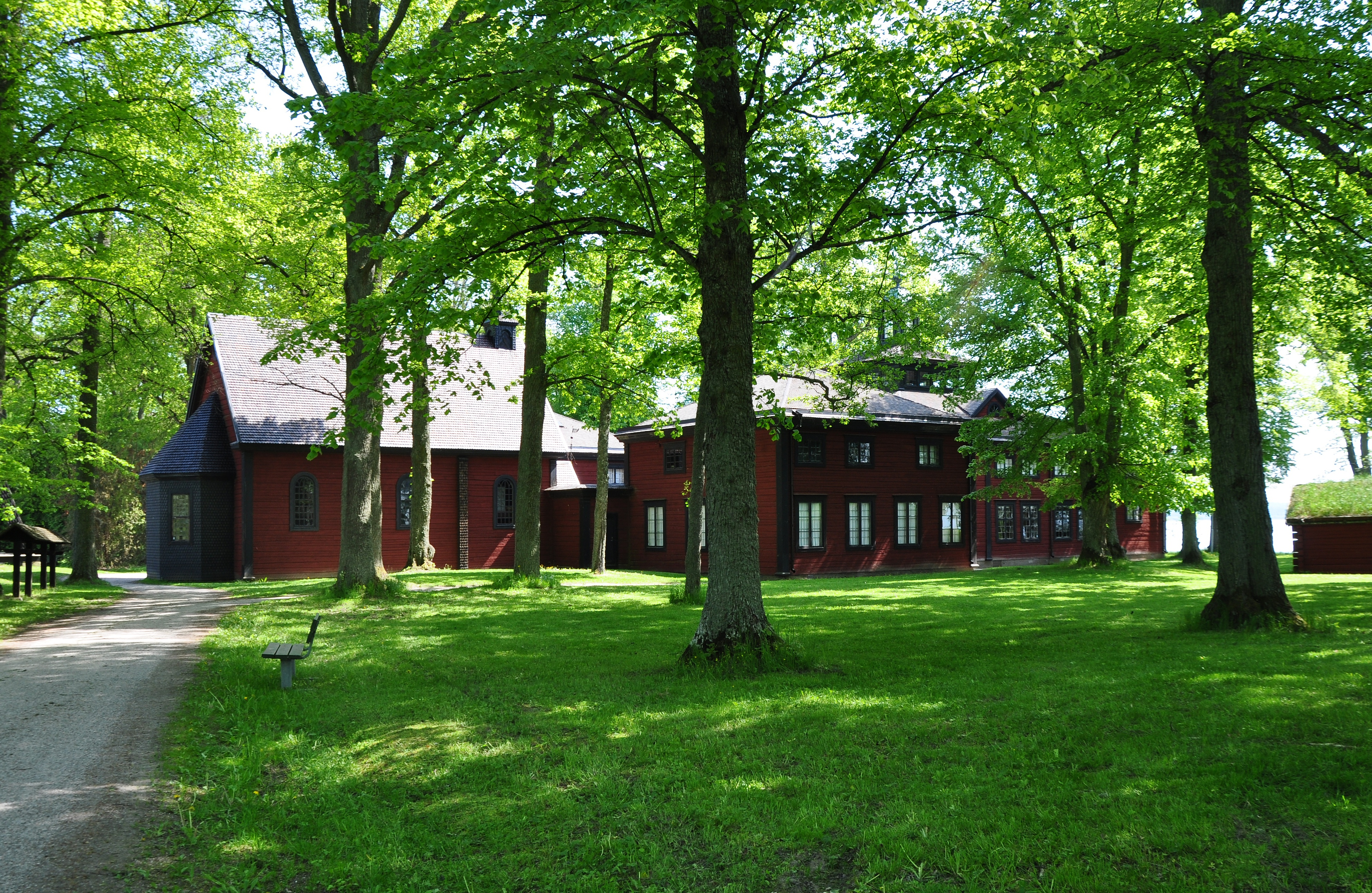
Skansenkyrkan i Julita friluftsmuseum i maj 2012

Julita skans är en friluftsmuseianläggning vid Julita gård. Den består av ett antal byggnader som flyttades till herrgårdsparken under 1900-talets första decennier. Byggnaderna kom framför allt från olika torp under Julita gård men i enstaka fall även från granngårdar (bland annat Biby, Gimmersta och Bäck). Anläggningen som byggdes upp av löjtnanten och godsägaren Arthur Bäckström kompletterades med ett museum 1926-1930 och donerades vid hans död till Nordiska museet tillsammans med huvuddelen av godset Julita gård. Eftersom anläggningen hade Skansen i Stockholm som förebild men låg i Julita socken kom den att kallas Julita skans.